# 사회제국주의
사회제국주의(영어: Social imperialism, 社會帝國主義)는 사회파시즘에서 파생된 용어로 제2차 세계대전 후인 1960년대에 와서 중소간의 논쟁이 격렬해지고 소련이 1968년 8월 체코슬로바키아를 무력으로 침공하자, 중화인민공화국이 소련을 '사회제국주의'라고 맹비난하면서 나온 용어이다.
따라서, 사회제국주의는 공산주의 국가간에 주권평등·내정불간섭 등의 원칙을 무시하고 무력으로 자기 의사를 타국에 강요하는 방식을 비판하는 정치용어로 정의된다. 티토주의나 마오쩌둥 사상에서는 반-사회제국주의를 채택하여, 공산주의 국가간에 평등한 관계를 지향했다.